# Herman Jeppsson
Herman Eugen Jeppsson, född 10 februari 1888 i Södra Sallerups församling, Malmöhus län, död 6 februari 1970, var en svensk läkare.
Jeppsson, som var son till Sven Jeppsson och Carolina Håkansson, avlade mogenhetsexamen 1906, mediko-filosofisk examen 1907 och blev medicine kandidat 1910, allt i Lund, medicine licentiat i Stockholm 1916. Han var andre amanuens vid Serafimerlasarettets kirurgiska klinik 1915–1916, extra läkare vid Norra skånska infanteriregementet och bataljonsläkare vid Fältläkarkåren 1916, underläkare vid Helsingborgs lasarett 1916–1917, vid Halmstads lasarett 1917–1919, extra läkare vid Hallands regemente 1917, bataljonsläkare där 1917–1921, tillförordnad andre stadsläkare i Halmstad 1919–1921, andre stadsläkare där 1921–1933 och stadsläkare där sedan 1933. Han var även extra underläkare vid Epidemisjukhuset i Stockholm 1927 och läkare vid Epidemisjukhuset i Halmstad sedan 1932. Han invaldes som ledamot av stadsfullmäktige i Halmstads stad 1927.